# Верх-Ягьё
Верх-Ягьё — село в Шелопугинском районе Забайкальского края России. Административный центр сельского поселения «Глинянское». Основано в 1720 году.

## География
Село находится в западной части района, на правом берегу реки Алии, вблизи места впадения её в реку Ягьё, к югу от автодороги 76К-009, на расстоянии примерно 6 километров (по прямой) к юго-западу от села Шелопугина. Абсолютная высота — 741 метр над уровнем моря.
Климат
Климат характеризуется как резко континентальный, с продолжительной морозной малоснежной зимой и коротким тёплым летом. Средняя многолетняя температура самого холодного месяца (января) составляет −33,6 °С (абсолютный минимум — −59 °С), температура самого тёплого (июля) — 17,7 °С (абсолютный максимум — 36 °С). Безморозный период длится в течение 74 дней. Среднегодовое количество осадков — 359 мм
Часовой пояс
Село Верх-Ягьё находится в часовой зоне МСК+6. Смещение применяемого времени относительно UTC составляет +9:00.

## Население
| 2010 | 2021 |
| ---- | ---- |
| 140  | ↘105 |

Половой состав
По данным Всероссийской переписи населения 2010 года в гендерной структуре населения мужчины составляли 51,4 %, женщины — соответственно 48,6 %.
Национальный состав
Согласно результатам переписи 2002 года, в национальной структуре населения русские составляли 97 % из 156 чел.